# Popice
Popice település Csehországban, Břeclavi járásban. Popice Uherčice, Hustopeče, Pouzdřany, Starovice és Strachotín településekkel határos. Lakosainak száma 993 fő (2024. január 1.).

## Népesség
A település lakosságának változását az alábbi diagram mutatja:
| Lakosok száma | 1361 | 1359 | 1369 | 983  | 947  | 974  | 957  | 937  | 973  | 993  |
|               | 1869 | 1900 | 1921 | 1961 | 1980 | 2011 | 2016 | 2019 | 2021 | 2024 |